# 福村 (多尔多涅省)
福村（法語發音：[fo] ⓘ）是法国多尔多涅省的一个市镇，位于该省南部，属于贝尔热拉克区。

## 地理
福村（44°47'22"N, 0°38'34"E）面积16.07 平方千米，位于法国新阿基坦大区多爾多涅省，该省份为法国西南部内陆省份，是法國本土面积第三大的省，大致对应佩里戈尔地区，北起顺时针与夏朗德省、上维埃纳省、科雷兹省、洛特省、洛特-加龙省、吉倫特省和滨海夏朗德省接壤。
与福村接壤的市镇（或旧市镇、城区）包括：朗凯、圣欧班德朗凯、蒙马达莱斯、蒙萨克、蒙托、韦尔东。
福村的时区为UTC+01:00、UTC+02:00（夏令时）。

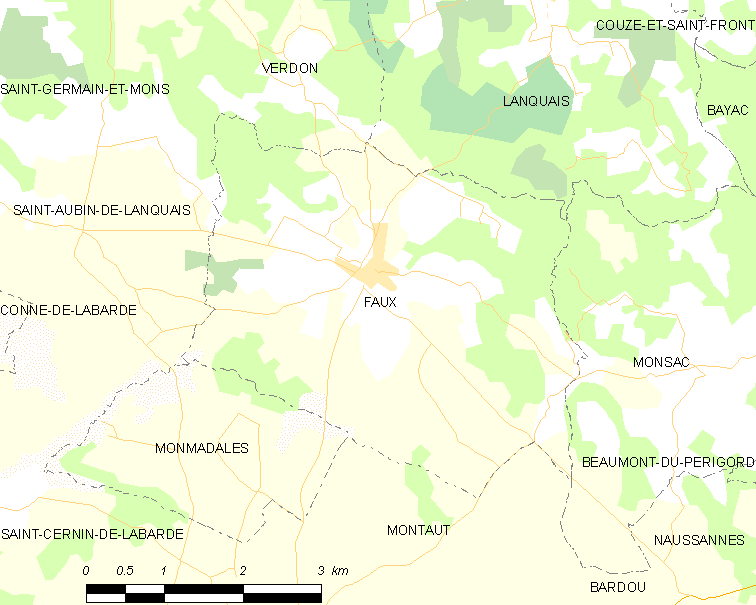
福村的OSM定位图

## 行政
福村的邮政编码为24560，INSEE市镇编码为24177。

## 政治
福村所属的省级选区为南贝尔热拉库瓦县。

## 人口

1962-2008年间福村人口变化图示

福村于2022年1月1日时的人口数量为669人。